# Pogonatum brasiliense
Pogonatum brasiliense är en bladmossart som beskrevs av Georg Friedrich von Jaeger 1875. Pogonatum brasiliense ingår i släktet grävlingmossor, och familjen Polytrichaceae. Inga underarter finns listade i Catalogue of Life.